# Incká říše
Incká říše (kečuánsky Tahuantinsuyo, novějším přepisem Tawantinsuyu („Čtyři země“); španělsky Imperio Inca) byl státní útvar v Jižní Americe, rozkládající se v hornatých andských oblastech na území dnešních států Kolumbie, Ekvádoru, Peru, Bolívie, Chile a Argentiny. Byla to ve své době největší indiánská říše amerického kontinentu. Zanikla v 1. třetině 16. století pod náporem španělských dobyvatelů, vedených conquistadorem Franciskem Pizarrem. Ti využili rozepří ve vládnoucí rodině Inků (z tohoto panovnického titulu je i odvozeno jméno státu) i vážných vnitřních rozporů jejich mnohonárodnostní, kulturně různorodé říše a během jednoho roku ji vojensky rozdrtili – pomohla jim k tomu i nadřazenost evropské výzbroje a taktiky, spolu s působením do incké populace přivlečených smrtelných nakažlivých nemocí.
Nepatrný zbytek říše pod vládou boční linie Inků vydržel v horách okolo pevnosti Vilcabamba až do roku 1572, kdy byl rovněž dobyt Španěly. Noví koloniální páni systematicky zničili většinu hmotných i duchovních pozůstatků po Incích, kromě mity, systému nucených prací, který ponechali a ještě zpřísnili. Ve vědomí kečuánských Indiánů však určité pozitivní povědomí o incké státnosti přetrvalo a bylo znovu oživeno po rozpadu španělské koloniální říše. K odkazu Incké říše se dnes silně hlásí zejména Peru, na jehož území leželo jádro tohoto útvaru a kde žijí i potomci těch, kdo jej založili.

## Historie

### Založení říše

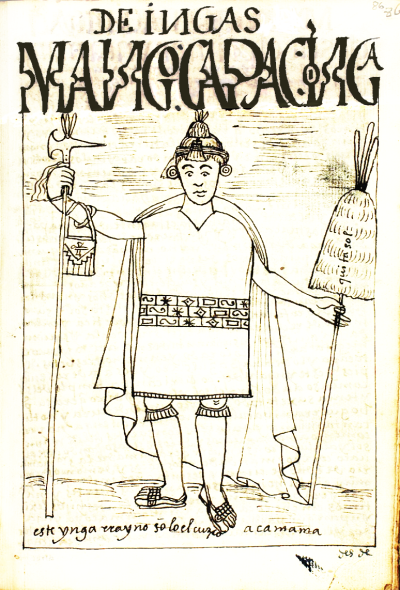
Manco Capac Inca. Ilustrace kronikáře kečuánského původu F. Huamána Pomy de Ayala k jeho rukopisu Primer Nueva Corónica y Buen Gobierno z roku 1615

Zpočátku byla říše omezena pouze na město Cuzco („Pupek světa“) a jeho bezprostřední okolí. Manco Capac, zakladatel tohoto městského státu a po něm dalších osm Inků vládli jen nad touto malou oblastí. Postupně obsazovali inčtí panovníci okolní údolí. Rozpínavost malého inckého království se znelíbila sousední velké říši Chanků, kteří také rozšiřovali své království, ovšem ve větším měřítku než Inkové. Chankové začali sestavovat armádu proti malému, úrodnému království. Vítězství se zdálo jasné, tím spíše, že Inků bylo málo a byli slabí a politicky rozdělení. V té době Inkům panoval starý Viracocha Inca. Místo boje raději uprchl z města, ukryl se v pevnosti a v podstatě se vzdal svého království. Vlády se chopil jeden z jeho synů, Cusi Yupanqui. V rychlosti uzavřel spojenectví s okolními kmeny a společně s nimi sestavil armádu a odvážně se vydal proti armádě Chanků. V lítém boji Inkové Chanky porazili.

### Vrcholné období
Roku 1438 byl princ Cusi Yupanqui korunován a toto datum je prvním historicky ověřeným datem incké historie. Vládl pak pod jménem Pachacútec Yupanqui. Byl to výborný panovník, který proměnil malé incké království v prosperující stát. Některé kmeny vyhlazoval, jiné připojoval pomocí tzv. politiky reciprocity, což znamená, že nárokované kmeny uplatil a poskytoval jim například vzácné zboží a látky, aby se k němu připojily a získaly tím různé politické výhody. Mnoho kmenů této nabídky využilo, a tak se rozrůstala incká říše. Navíc vládnoucí rodiny jednotlivých kmenů posílaly do hlavního města své potomky, aby se naučili správnému vzdělání, a poté mohli pod inckou nadvládou vládnout svým kmenům. Pachacútec Yupanqui si tak zajišťoval jednotu a soudržnost své říše. Brzy podnikal takové výboje, o jakých si mohli jeho předchůdci jen nechat zdát. Říši z království Cuzco transformoval na Tahuantintsuyo (v překladu „čtveřice zemí“). Všechny země se sbíhaly v Cuzcu, které bylo rovněž rozděleno na čtyři části, z kterých byly příslušné země spravovány. Za vlády Pachacútecova syna Túpaca Yupanquiho říše dosáhla svého vrcholu a její rozpínavost byla téměř u konce. Nyní se táhla od dnešní jižní Kolumbie až po střední Chile a od Tichého oceánu až po amazonskou džungli.

### Příchod Španělů do Jižní Ameriky

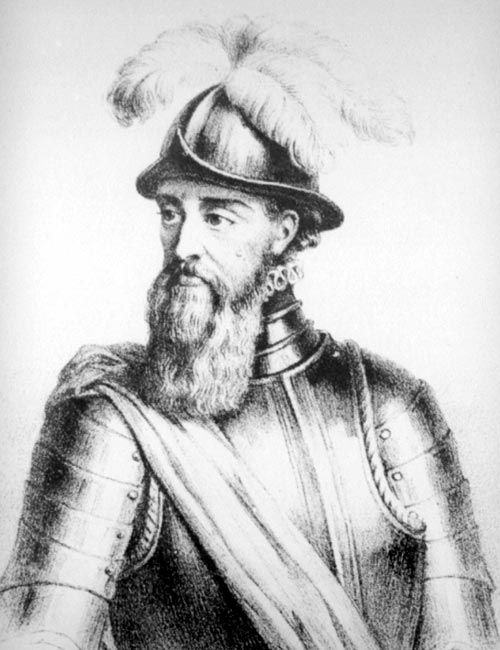
Francisco Pizarro

Již na konci panování dalšího Inky Huayna Capaka, jenž sídlil většinou v severním Quitu, přistáli na pobřeží první Španělé, kteří sem zavlekli zkázonosnou epidemii pravých neštovic, jež zdecimovala indiánskou populaci a jíž podlehl i samotný Huayna Cápac i jeho syn a designovaný nástupce Ninan Cuyochi. Jeho další synové Huáscar a Atahualpa se dostali do několikaletého bratrovražedného boje o trůn. Triumfující Atahualpa, který vyvraždil s Huáscarem většinu cuzcoské šlechty, si však své vítězství ani nemohl pořádně vychutnat. 16. listopadu 1532 se dostavil se svým neozbrojeným několikatisícovým doprovodem na pozvání Španělů na náměstí v Cajamarce, kde se stal obětí zrádného útoku pouhé stovky conquistadorů vedených Franciskem Pizarrem. Šokovaní Indiáni se vůbec nepostavili na odpor a byli většinou pobiti; Atahualpa byl zajat. Přestože zajatý Atahualpa splnil svůj slib a jeho poddaní naplnili zlatem až ke stropu určenou místnost (místnost, ve které byl vězněn) a přidali ještě dvojnásobný objem stříbra, Španělé ho nepropustili. V červenci roku 1533 byl obviněn ze spiknutí a usmrcen.

### Zánik říše
Pizarro potom vytáhl na Cuzco. Při cestě do Cuzca potkal Pizzaro družinu Manca, jednoho z Huyana Capacových synů. Manco byl již dlouho pronásledován Atahualpou, protože byl jeho nástupnický konkurent. Pizzaro měl, pokud šlo o moc a sílu, dobrou intuici. Proto se pokusil předejít možnému odporu proti španělské nadvládě tím, že naoko udělil Mancovi naprostou suverenitu. Byl si však dobře vědom toho, že na to, aby si podrobil a vládl tak rozsáhlé říši, má málo vojáků, a proto tlačil na Manca, aby sestavoval armádu. Manco velice rád Pizzarovi vyhověl, a to proto, že se chtěl pomstít generálu Quisquisovi, jenž dal vyvraždit téměř celou jeho rodinu. Poté se Pizzarův společník Hernando de Soto vydal s armádou 50 španělských jezdců a 10 000 inckými bojovníky na tažení proti generálu Quisquisovi. Společnými silami donutili generála k ústupu a cesta do Cuzca byla volná. Když Pizzaro dorazil do Cuzca, začali ho jeho muži plenit, ničili chrámy, domy běžných indiánů i paláce zesnulých Inků, což spolu s mnoha dalšími hrůzami, které Španělé páchali v Incké říši, udělalo nemalý dojem na Manca. Ten se vzbouřil proti Pizzarovi, svému dosavadnímu ochránci, a vyvolal celonárodní povstání. Podařilo se mu oblehnout Cuzco a málem pobít Španěly, kteří v něm zůstali, těm však přišla pomoc z Limy a prorazila incké obklíčení. 

## Vilcabamba
Vilcabamba byla původně provincie na okraji říše Inků. Po svém neúspěšném povstání se sem uchýlil Inka Manco. Provincie se odtrhla od španělské Nové Kastilie a vytvořila vlastní stát, v němž se ujal vlády Inka Manco. Inkové jej nazývali stejně jako svou původní říši, tedy „Čtyři země“ (kečuánsky Tawantinsuyu), ale historikové ho označují jako Novoincký stát, protože navázal na původní Inckou říši, či zkrátka jako Vilcabamba podle jejího hlavního města. To leží v jedné z nejméně přístupných oblastí Peru, proto si jej Manco zvolil za své útočiště. Podmínky zde však nebyly pro Inky příznivé. Vilcabamba leží nad hranicí deštného pralesa o několik set výškových metrů níže než Cuzcanská oblast, proto se zde šířilo velké množství nemocí, zejména kvůli bodavému hmyzu. Navzdory těmto potížím zde část obyvatelstva Inků, které sem uprchlo s Mancem, žila poklidně a daleko od španělského útlaku. Španělé však nehodlali nezávislost Vilcabamby tolerovat a spatřovali v ní hrozbu. V roce 1539 proto vyrazil Gonzalo Pizzaro (mladší bratr Francisca) s ozbrojenou výpravou, aby si Vilcabambu podrobil. To se mu téměř podařilo, avšak Inka Manco uprchl a později se vrátil a Vilcabambu opět obnovil. Španělé se jí již znovu nepokusili získat, protože věděli, že Manco již nedisponuje srovnatelnou vojenskou sílou a tudíž ani nepředstavuje hrozbu, ani o bohatství Vilcabamby nebyly žádné zprávy. Manco zemřel v roce 1544 zavražděn španělskými přeběhlíky, kteří u něj přebývali a doufali, že díky tomuto činu budou opět přijati mezi Španěle žijící ve zbytku Peru. Byli však chyceni a popraveni Mancovými vojáky. Po Mancovi se Inkou stal jeho nejstarší syn Sayri Tupac. Ten však podlehl španělským nabídkám opustit Vilcabambu a příchodu do Cuzca, kde ho mohli mít pod svou kontrolou. Ve Vilcabambě se vlády ujal jeho mladší bratr Titu Cusi Yupanquí. Sayri Tupac však brzo zemřel a zhatil Španělům plány, protože do té doby se stále nedařilo vyjednat podmínky připojení Vilcabamby ke španělskému Peru. Titu Cusi pokračoval v korespondenci se Španěly z bezpečí Vilcabamby. Celý svůj život strávil snahou o udržení Vilcabamby coby samostatného státu. Titu Cusi zesnul v roce 1571, po něm nastoupil jeho bratr Tupac Amarú, místo Titu Cusiova nedospělého syna Quispeho Titu. Tupac Amarú byl posledním Inkou, který kdy vládl. Po svém nástupu přerušil korespondenci se Španěly a tím izoloval Vilcabambu před okolním světem. Jeho lidé též zavraždili španělské vyslance, které k němu poslal místokrál Francisco de Toledo. Když Vilcabamba nereagovala na nabídky a Španělé se dozvěděli o osudu vyslanců, Toledo vyhlásil všeobecnou mobilizaci. V roce 1572 tak začala poslední válka na území Peru. Velká španělská armáda zničila Tupac Amaruovu armádu a podmanila si Vilcabambu, Tupac Amarú uprchl se svou ženou a skrovným doprovodem do bažin, kde ho však Španělé nalezli a odvedli do Cuzca. Zde pak byl 24. září 1572 triumfálně popraven.

## Vládci Inků
Inkové měli pevně stanovená pravidla pro výběr panovníka. Panovník – na rozdíl od prostého lidu – měl prakticky neomezené množství manželek a milenek, avšak dědic a budoucí panovník vzešel z úplně jiného svazku. Inka si jako jediný bral za ženu svoji vlastní sestru. Syn vzešlý z takového incestního svazku pak byl právoplatným dědicem. Jedině tak byla zachována „čistota krve“. To mu ale vládu nezaručovalo, spíše to z něj udělalo hlavní terč v boji o trůn. Dalo by se říci, že bratrovražedné boje byly nutností. Inka tím dokazoval, že je nejsilnější a jen on může vládnout. Inkové neznali písmo a jména jejich předků se uchovávala po generace pouze v ústím podání. Těla mrtvých inckých panovníků se nepohřbívala, ale uchovávala se, aby byla dále uctívána, jakoby by byla živá.
| Inka                | období vlády |
| ------------------- | ------------ |
| Manco Capac         | 1200–1230    |
| Sinchi Roca         | 1230–1260    |
| Lloque Yupanquí     | 1260–1290    |
| Mayta Capac         | 1290–1320    |
| Capac Yupanquí      | 1320–1350    |
| Inca Roca           | 1350–1380    |
| Yahuar Huacac       | 1380–1410    |
| Viracocha           | 1410–1438    |
| Pachacuti           | 1438–1471    |
| Tupac Inca Yupanquí | 1471–1493    |
| Huyana Capac        | 1493–1527    |
| Huascar             | 1527–1532    |
| Atahualpa           | 1532–1533    |

| Inka                | období vlády | poznámka                                                            |
| ------------------- | ------------ | ------------------------------------------------------------------- |
| Tupac Huallpa       | 1533         | Dosazen Franciscem Pizzarem                                         |
| Manco Inca Yupanquí | 1533–1544    | Dosazen Franciscem Pizzarem, vzbouřil se, poté vládl ve Vilcabambě. |
| Paullu Inca         | 1533–1549    | Dosazen Španěly poté co se Manco vzbouříl, vládl v Cuzcu.           |
| Sayri Tupac         | 1544–1560    | Vládl nejdříve ve Vilcabambě, od roku 1557 pak v Cuzcu.             |
| Titu Cusi Yupanquí  | 1560–1571    | Vládl ve Vilcabambě.                                                |
| Tupac Amarú         | 1571–1572    | Vládl ve Vilcabambě, poslední Inka.                                 |

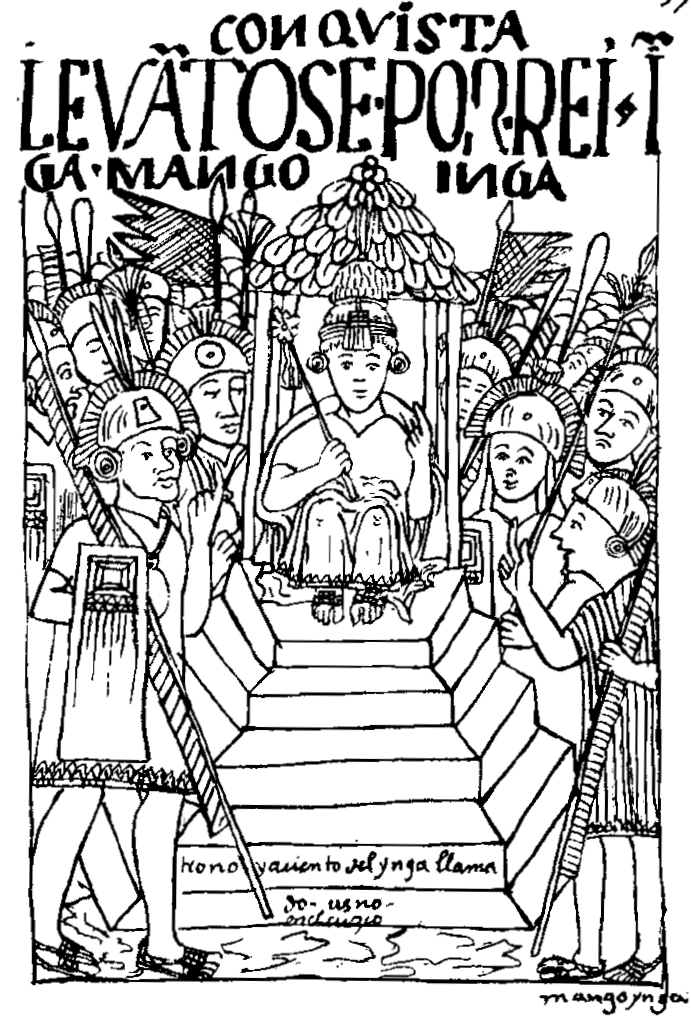
Manco Cápac II.

V tabulce uvedené období vlády Inků Manco Capac – Yahuar Huarac jsou jen přibližné, přesné údaje se nedochovaly.

## Zemědělství
Jako každá velká říše i ta incká potřebovala rozvinuté zemědělství. Avšak Inkům ztěžovalo pěstování plodin rozložení jejich říše, která se rozkládala převážně v horách. Bylo proto nutné vybudovat zavlažovací kanály a terasy, a to za použití jednoduchých nástrojů, jako byla například dřevěná sekerka. Nejdůležitější plodinou byly brambory, ze kterých se skládala převážná část jídelníčku. Další důležitou plodinou byla kukuřice, ze které se, mimochodem, vařilo i pivo. Dále pěstovali merlík, fazole, tykve, rajče jedlé, arašídy, papriky a melouny. Orná půda se dělila na tři části a to podle vlastníků: jedna část byla majetkem Boha slunce (= kněžstva), druhá panovníka a třetí část byla rozdělena mezi rolníky.

## Vojenství

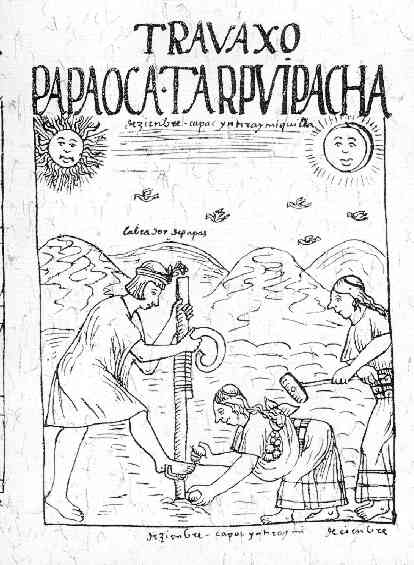
Inčtí zemědělci

Incká armáda byla v oblasti Jižní Ameriky nejsilnější armádou své doby, a to hlavně proto, že platila všeobecná branná povinnost pro poddané. Muži se museli nejméně jednou účastnit války, aby byli schopni bojovat, kdyby to bylo potřeba. Inkové se také v bojích moc nezajímali o zajatce, a proto jim zabíjení nepřátel nebylo žádnou překážkou. Inkové neměli k dispozici železo nebo ocel a jejich zbraně nebyly o moc lepší než zbraně jejich nepřátel. Inkové nepoužívali v boji luky a šípy, jedinou střelnou zbraní byl ruční prak. Neznali ani žádné obléhací stroje, pevnosti se dobývaly ztečí. Incká vojska se do bojů pouštěla za zvuků bubnů a keramických nebo dřevěných trumpet.
Incká zbroj se skládala z:
- helem vyhotovených ze dřeva, mědi, bronzu, nebo zvířecí kůže.
- dřevěných kulatých, nebo obdélníkových štítů.
- látkových tunik polstrovaných bavlnou a s dřevěnými prkénky na ochranu páteře.

Incké zbraně byly:
- kopí se bronzovými, nebo kostěnými hroty.
- obouruční dřevěné meče s ozubenými hranami.
- kyje s kamennými a kovovými špičatými hlavicemi.
- válečné sekery s kamennými nebo měděnými hlavicemi.
- bola (dva kameny, mezi kterými byl navázán provaz).
- kožený nebo látkový prak, jímž se vrhaly kameny velikosti vejce.

## Náboženství

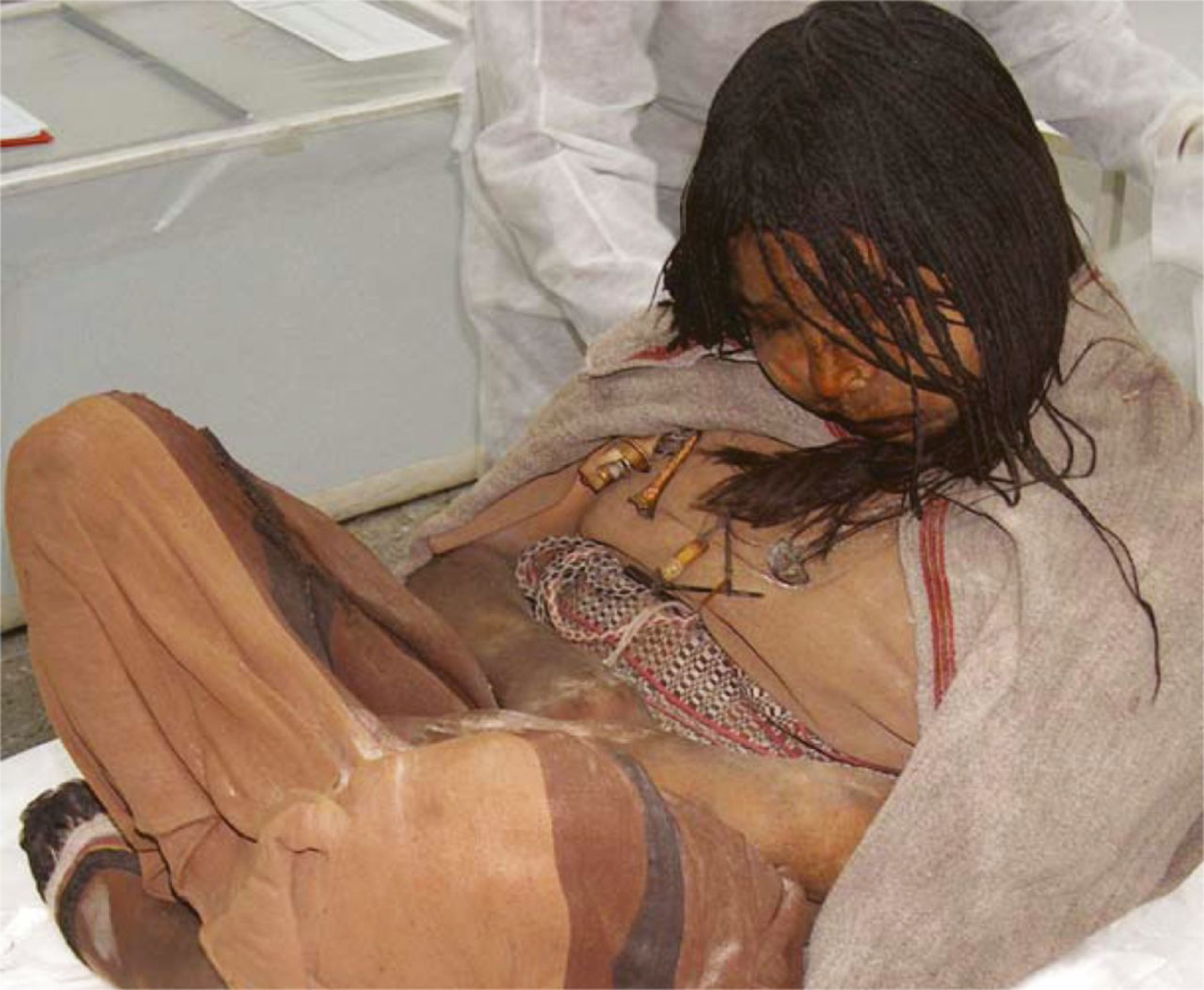
Mumie asi patnáctileté incké dívky, která byla obětována na vrcholku posvátné hory Llullaillaco

Incké mýty byly tradovány ústně, do doby než je Španělští kolonizátoři zaznamenali. Někteří odborníci věří, že incké mýty byly zaznamenávány na quipus, andské provázky s uzlíky. Inkové věřili v reinkarnaci. Smrt pro ně byla pouze přechodem do dalšího světa. Většina Inků si představovala posmrtný svět velice podobný euro-americké představě nebe, pole pokrytá květinami a zasněžené vrcholky hor. Kvůli základnímu přesvědčení, že by se z těla vytratila životní síla a ohrozila jejich vstup do dalšího světa, se nesměla těla nebožtíků spalovat. Ti, kteří celý svůj život dodržovali incký morální kodex se měli v posmrtném světě mnohem lépe. Dostali se do „sluncem vyhřáté“ země, zatímco ostatní trávili věčné dny ve „studené“ zemi. Inkové také praktikovali lebeční deformaci. Dělali to pomocí obmotání a utažení tenkého pruhu látky kolem hlavy novorozeněte, aby dosáhli více kuželovitého tvaru. Lebeční deformace byla prováděna kvůli odlišení sociálních tříd, přičemž se prováděla pouze šlechtě. Inkové prováděli lidské oběti jen zřídka, šlo výhradně o dětská obětování, a to hlavně během nebo po uplynutí důležitých událostí, například korunovace nebo úmrtí panovníka. Děti z urozených rodin byly omámeny drogami, udušeny a pohřbeny na posvátných místech.

## Právo a správa
Základní jednotkou správy v incké říši bylo ayllu – vesnická občina. Poddaní byli organizováni na základě desítkového systému, úkolem kuraků – starostů či předáků bylo dohlížet na poddané, rozhodovat soudní pře, ale také ručili za to, aby nikdo nestrádal hladem. Každý puric – občan incké říše měl právo na pole o výměře jedné topo – tj. asi půl hektaru. Při narození syna rodina dostávala další topo, při narození dcery polovinu topo na jejich výživu. Půda se pravidelně přerozdělovala. Pokud zdravý člověk nechal pole ležet ladem, byl potrestán a pole mu byla zabaveno.
Lidé se podle věku dělili do devíti věkových tříd, k desáté třídě patřili lidé s handicapem. Pouze postižení lidé, malé děti a starci nad 80 let nemuseli pracovat. Ostatním se přidělovaly úkoly podle jejich fyzických možností, starší lidé ve věku 60-80 let měli za úkol zaučovat děti a dospívající. Větší děti a staří lidé také prováděli méně náročné práce jako předení, sběr klasů a ovoce nebo chov morčat. Půda v říši byla rozdělena na třetiny, jedna třetina patřila vládci a jeho dvoru, druhá chrámům a kněžstvu, třetí část lidu. V praxi to znamenalo, že rolník měl právo si ponechat třetinu výnosů, druhou třetinu odevzdával státu a třetí chrámům. Naturální daň ale bylo možno nahradit pracemi na státních či chrámových pozemcích, stavbě silnic, hradeb či budov. Kukuřice, brambory a další komodity z třetiny patřící vládci (státu) sloužily nejen k výživě panovníka, jeho rodiny a dvořanů, ale také se ukládaly do státních skladišť, odkud byly v době hladu a neúrody zdarma vydávány potřebným. K evidenci daní, sčítání obyvatel i předávání zpráv sloužil systém kipu.
Incký morální kodex zněl: – ama suwa, ama llulla, ama quella (nekraď, nelži, nebuď líný), krádež se, podobně jako vražda a zrada, trestala většinou smrtí. Pokud ale vyšlo najevo, že dopadený zloděj kradl z hladu, byl místo něj popraven starosta, do jehož správy dotyčný patřil. Popravovalo se shozením ze skály, kamenováním nebo oběšením. Údajně existovaly i jakési věznice nebo mučírny, v nichž žila divoká zvířata, jedovatí hadi a hmyz. Pokud odsouzený přežil v takovém zařízení dva dny, byl omilostněn. Za méně závažné zločiny se provinilci trestali bitím, nucenými pracemi, zabavením majetku nebo deportací. V Případě vzpoury byli deportováni obyvatelé celých oblastí.

## Pověsti a báje

### O stvoření
Velmi, velmi dávno se u jezera Titicaca objevil vysoký vousatý muž s berlou v ruce. Byl to bůh Virakoča – Stvořitel světa. Vydal se na ostrov Titicaca uprostřed jezera a tam přikázal slunci, měsíci a hvězdám, aby vyšly, a ony vyšly. Pak z hlíny vymodeloval muže a ženy a vytvořil tak praotce a pramatky všech kmenů v Andách. Každému páru pak dal jazyk, kterým budou mluvit, písně, které budou zpívat, semena, která budou sít, a tance, které budou tančit. Poté do nich vdechl život a přikázal jim, aby vstoupili do podzemí a vyšli z něj každý ve své domovině. A oni vyšli z pramenů, ze stromů a z jeskyní. Ona místa se nazývají pakarina („místa úsvitu“).

### O potopě
Před mnoha a mnoha lety žil jeden pastýř. Vydal se do vysokých hor, aby přehlédl svá stáda. Když se k nim dostal, zjistil, že zvířata ani nežerou, ani se nenapájí. Místo toho jen celou noc stojí, dívají se na oblohu a naříkají. Pastýř se rozzlobil a řekl: „Co se vám stalo? Máte ode mne nejlepší pastvu a nejčistší vodu! A vy tu jen stojíte, hledíte ke hvězdám a naříkáte!“
V té chvíli se k němu obrátila lama a řekla: „Dobře mne poslouchej a vyslechni co Ti povím!“ Pastýř zůstal stát jako uhranutý, protože to znělo úplně jako by k němu mluvil člověk. A lama pokračovala: „Vidíš ty hvězdy, co vycházejí nad horou Jokakoto? Ty hvězdy znamenají, že přesně za měsíc zničí celý svět potopa.“ Pastýř jí uvěřil a vzal celou svoji rodinu na vrchol nejvyšší hory na světě. Pak začalo pršet. A pršelo a pršelo, až jediným nezatopeným místem na zemi zůstal vrcholek oné hory. Bylo zde tak málo místa, že liška uklouzla a namočila si ocas. Proto má dneska každá liška ocas černý.

### Odchod Virakoči
Když byl bůh Virakoča starý, přišel na určité místo, kde se setkal s mužem jménem Apo Tambo, jenž byl otcem Manco Capaca, prvního mytického vládce Inků. Protože byl starý a připravený opustit zemi. Předal kus své berly Manco Capacovi a pak opustil svět řekou nazývanou Chapa Maca.

### O Tiahuanacu I.
Jednou Inka Mayta Capac (podle jiné pověsti to byl Sinchi Roca), odpočíval v troskách opuštěného města, když jej dostihl velice rychlý běžec a k smrti uřícený odevzdal vládci velmi důležitou zprávu z hlavního města říše Cuzca. Panovník ocenil jeho rychlost, přirovnal svého posla ke guanaku (druh lamy), a vyznamenal ho nebývalým způsobem: vybídl běžce, neurozeného příslušníka své říše, aby se posadil. Řekl mu tedy kečuánsky: Tia Huanaco! („Usedni, běžče rychlý jako guanako!“). A toto kečuánské jméno už městu zůstalo, i když se původně jmenovalo jinak.

### O Tiahuanacu II.
Na počátku světa, v době věčné tmy, vystoupil z vod jezera Titicaca bůh Con Ticci Viracocha a usadil se v Tiahuanacu. V jeho zdech stvořil Slunce a nařídil mu, aby kráčelo po obloze cestou, kterou putuje dodnes. V Tiahuanacu vytvořil Viracocha i Měsíc a všechna ostatní nebeská tělesa. Potom stvořil – samozřejmě z kamene – modely mužů i žen, rozeslal je v párech do všech oblastí Peru a určil, ve které jeskyni, ve kterém prameni, ve které peruánské řece či z které skály mají vystoupit na svět.

## Architektura

Ruiny inckého města Machu Picchu

Dodnes se návštěvník Peru může setkat s mnohými památkami na inckou minulost. Je zde mnoho zřícenin chrámů, paláců, pevností, velkých vojenských silnic, akvaduktů a jiných veřejných staveb. Inkové své stavby stavěli z kamene bez použití malty. Kamenné bloky byly opracovány a dopraveny na místo určení. Zde byly skládány tak přesně, že by se mezi ně nevešla čepel nože. Střechy byly dělány většinou ze slámových došků, některé byly ze dřeva. Po příchodu Španělů se začaly pálit břidlice, což dokazuje nález Hirama Binghama na Macchu Picchu.

### Města
Mezi nejznámější incká města patří Machu Picchu. Podle legendy nechal vybudovat Machu Picchu panovník Pachacútec Yupanqui jako své odpočinkové, nebo hlavní sídlo. Je proslaveno díky Američanovi Hiramu Binghamovi, který původně hledal rebelské město Vilcabamba.

### Silnice
Jednou z nejpozoruhodnějších inckých staveb jsou určitě silnice. Dodnes jejich zbytky dosvědčují jejich dokonalost. Těchto silnic bylo mnoho a křižovaly různé končiny země. Délka silnic se odhaduje na 2500–3000 km. Nejvýznamnější silnice však byly dvě. Jedna vedla z Quita do Cuzca, druhá se táhla z Cuzca na jih směrem k Chile. Jedna silnice vedla přes náhorní rovinu, druhá zas nížinou podél pobřeží. Vybudování silnice přes náhorní rovinu bylo velmi obtížné, hlavně kvůli rázu krajiny. Ležel zde totiž sníh, často musely být dlouhé úseky vytesány do skal, přes řeky vedly visuté mosty, do srázů propastí byla vytesána skalní schodiště a horské průrvy byly vyplněny zdivem. Šíře silnic se pohybovala mezi půl metrem v hornatých oblastech a šesti metry v rovinách. Po těchto silnicích se jako poslové pohybovali rychlí běžci, kteří se nazývali chasquis. Běhali podle štafetového systému. Na každý úsek cesty byli k dispozici dva odpočinutí běžci. Předávali zprávy na stanicích, nazývaných tambos, které byly postaveny v určitých vzdálenostech. Takto bylo možno předávat poselství nebo zboží až na vzdálenost 400 km za den. Inkové nevyužívali ani koně, ani kolo, protože je vůbec neznali. Používali jedině lamy, nebo chodili pěšky.